# Hermitage Saint-Jean
L'Hermitage Saint-Jean est une chapelle catholique située à Chênehutte-Trèves-Cunault, en France.

## Localisation
La chapelle est située dans le département français de Maine-et-Loire, sur la commune de Chênehutte-Trèves-Cunault.

## Historique
L'édifice est inscrit au titre des monuments historiques en 1995.